# 忠孝新生站
25°02′32″N 121°31′58″E / 25.042351°N 121.532891°E

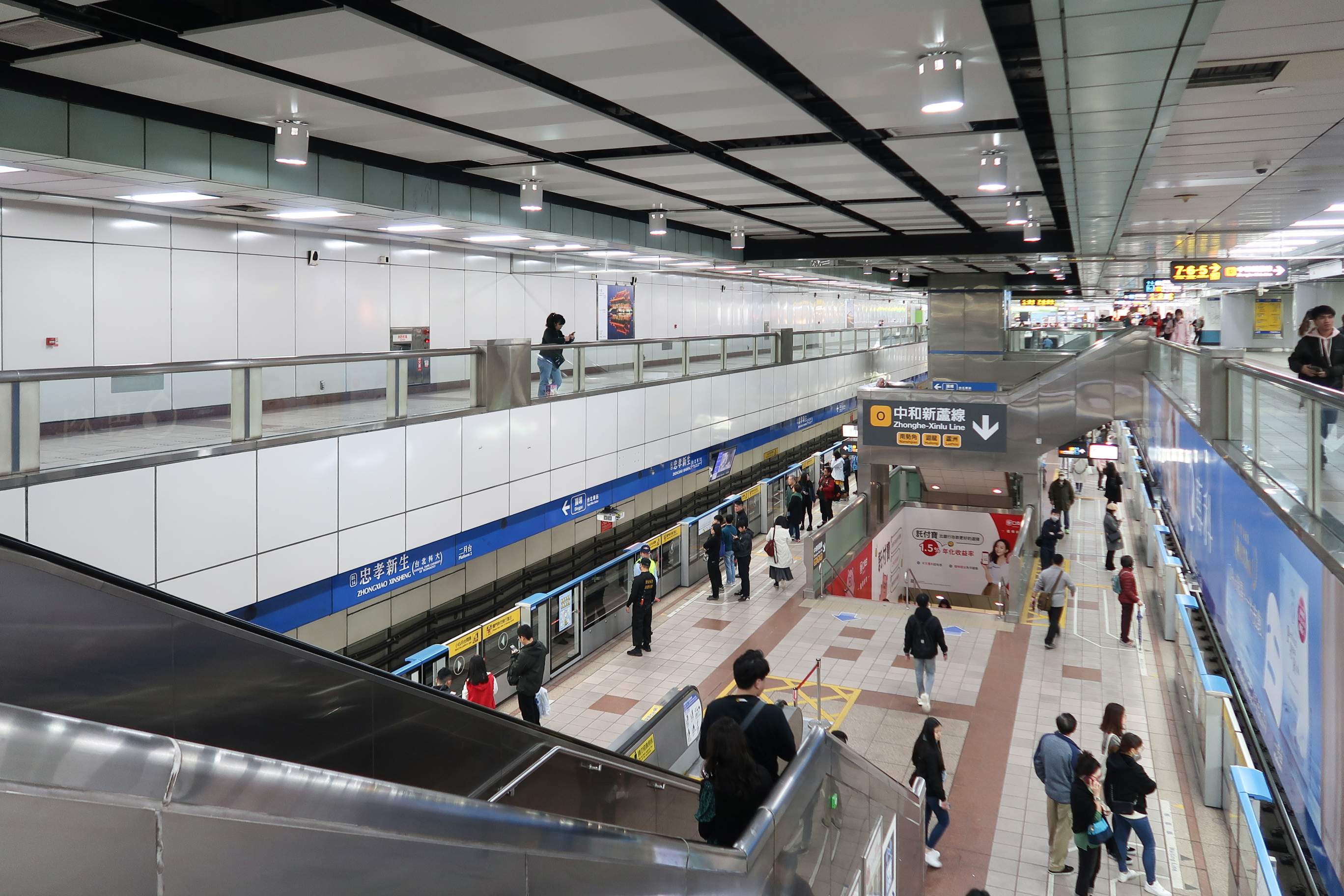
板南線月台

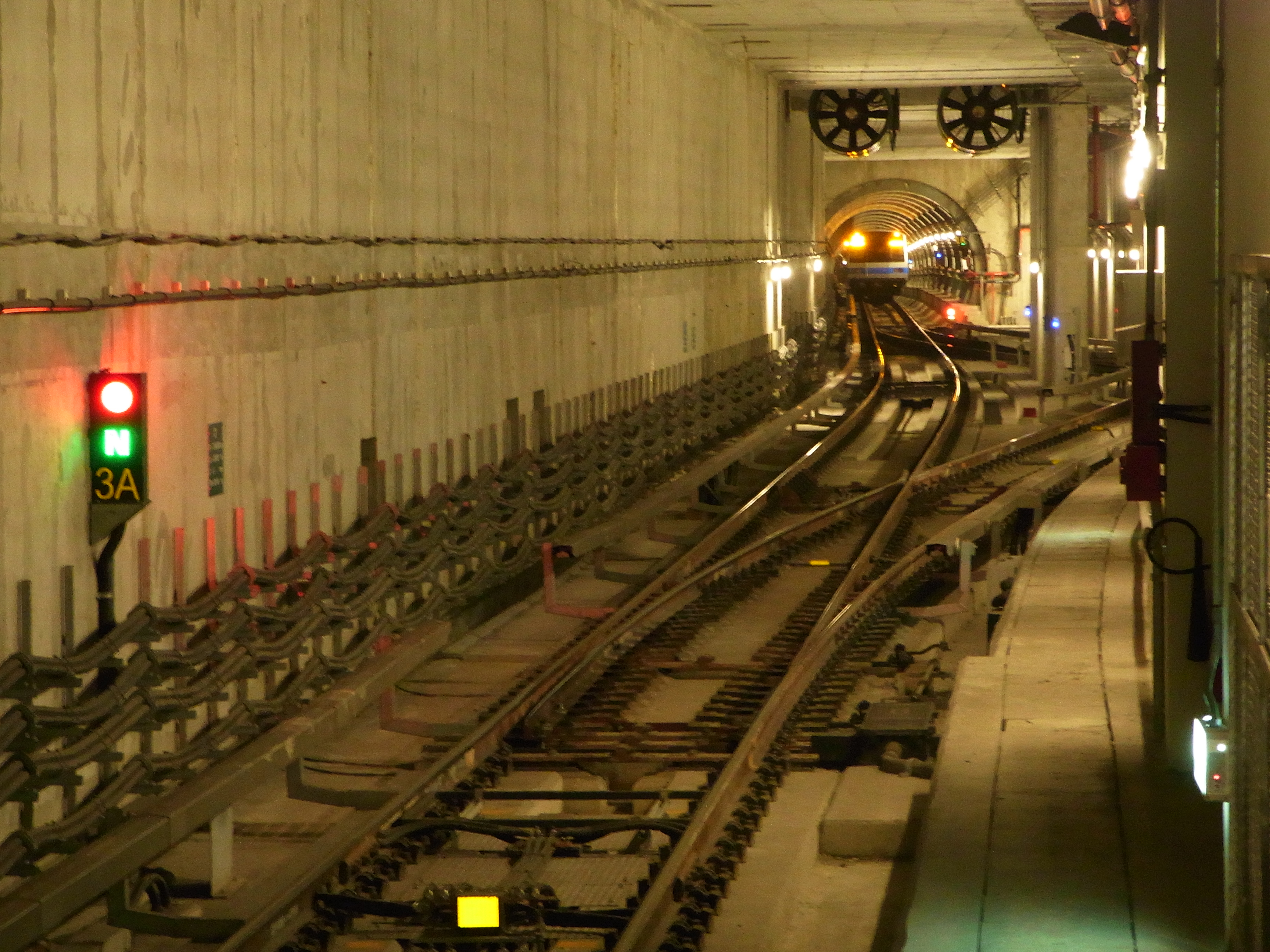
新莊線軌道位於本站南端的渡線。

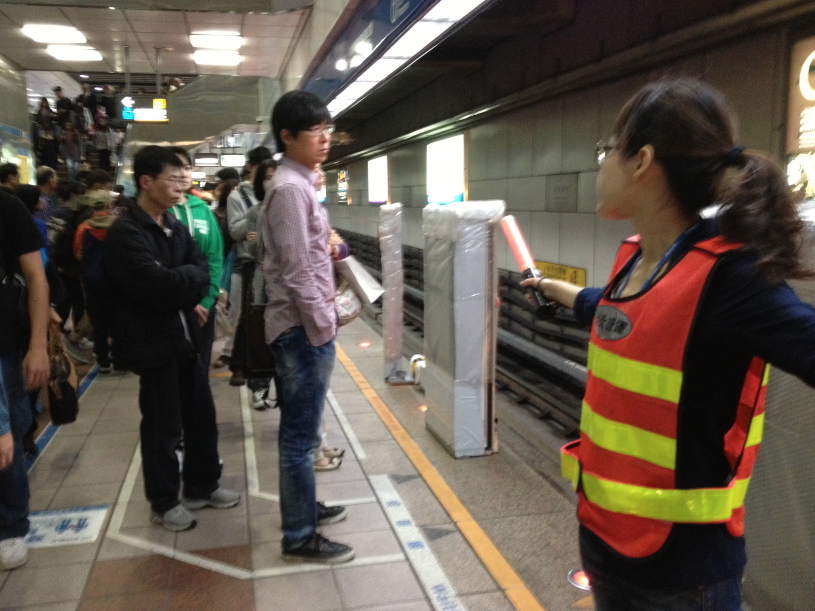
板南線月台安裝中的月台閘門。

忠孝新生站位於台灣台北市中正區、大安區交界處，為台北捷運板南線與中和新蘆線交會的捷運車站。

## 車站概要
車站位於忠孝東路與新生南路交叉口，板南線車站位於忠孝東路下方，中和新蘆線車站位於新生南路下方，兩者形成丁字型交會配置，可進行節點轉乘（無須透過大廳層即可於月台間進行上下樓轉乘:4-23）。車站編號方面，板南線為BL14，中和新蘆線為O07。站名取自所在地街道名稱（忠孝東路、新生南路），另於站名後方以括號加註台北科大。

## 車站構造
地下交會車站，開放的出入口有南港線車站和新莊線車站共有七個出入口。板南線月台設有半高式月台門，中和新蘆線月台設有全高式月台門。
本站成為交會站後，板南線月台中央增設了兩處步梯往返中和新蘆線月台。大廳層分別設置抵達兩線的直達電扶梯。2010年時僅有一部無障礙電梯（B1/B2/B3）。2019年增設中和新蘆線專用電梯（地下1樓至地下3樓）與出口3電梯（地下1樓至地面）竣工啟用 。

### 車站樓層
| 地面      | 出入口             | 出入口                                          |
| 地下 一樓 | 大廳層             | 車站大廳、詢問處、自動售票機、驗票閘門          |
| 地下 一樓 | 大廳層             | 洗手間（站體南側付費區外）                      |
| 地下 二樓 | 一月台             | ← 板南線 往南港展覽館方向（BL15 忠孝復興站）    |
| 地下 二樓 | 島式月台，左側開門 |                                                 |
| 地下 二樓 | 二月台             | 板南線 往頂埔／亞東醫院方向（BL13 善導寺站）→   |
| 地下 三樓 | 三月台             | ← 中和新蘆線 往迴龍／蘆洲方向（O08 松江南京站） |
| 地下 三樓 | 島式月台，左側開門 |                                                 |
| 地下 三樓 | 四月台             | 中和新蘆線 往南勢角方向（O06 東門站）→          |

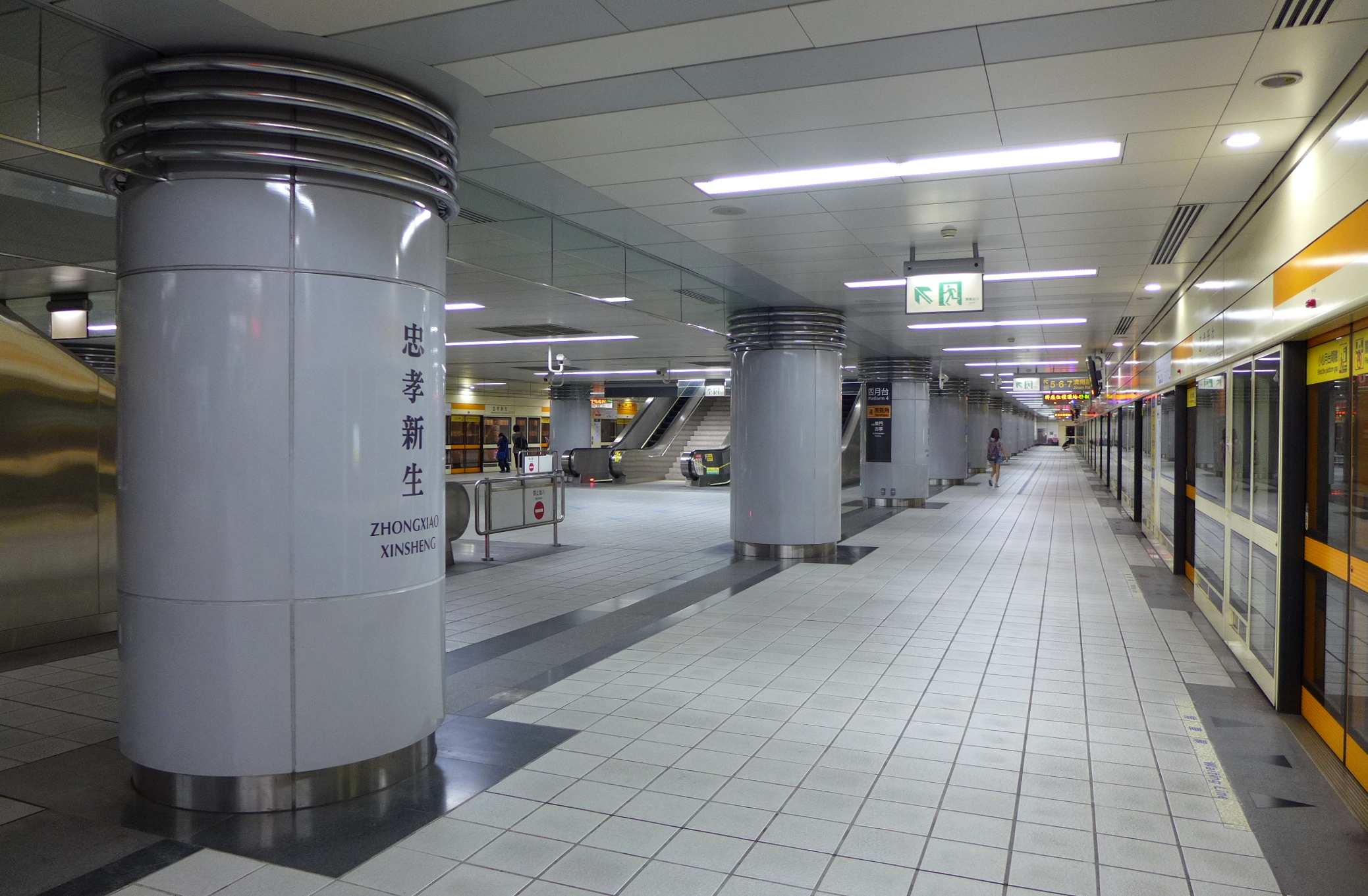
中和新蘆線四月台（往南勢角），對面為三月台（往蘆洲／迴龍）
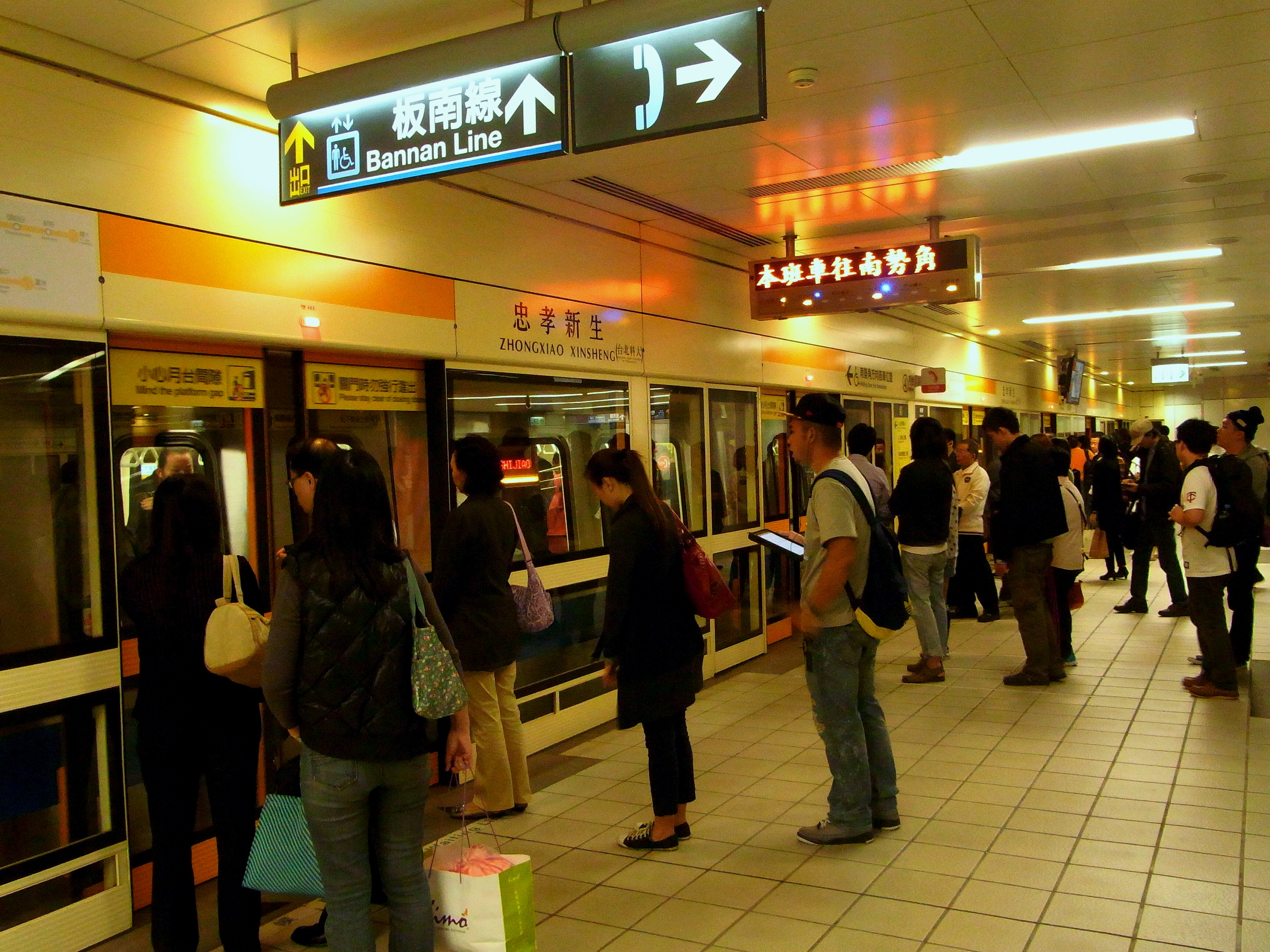
2012年9月30日後，四月台改為南勢角方向，並投入營運
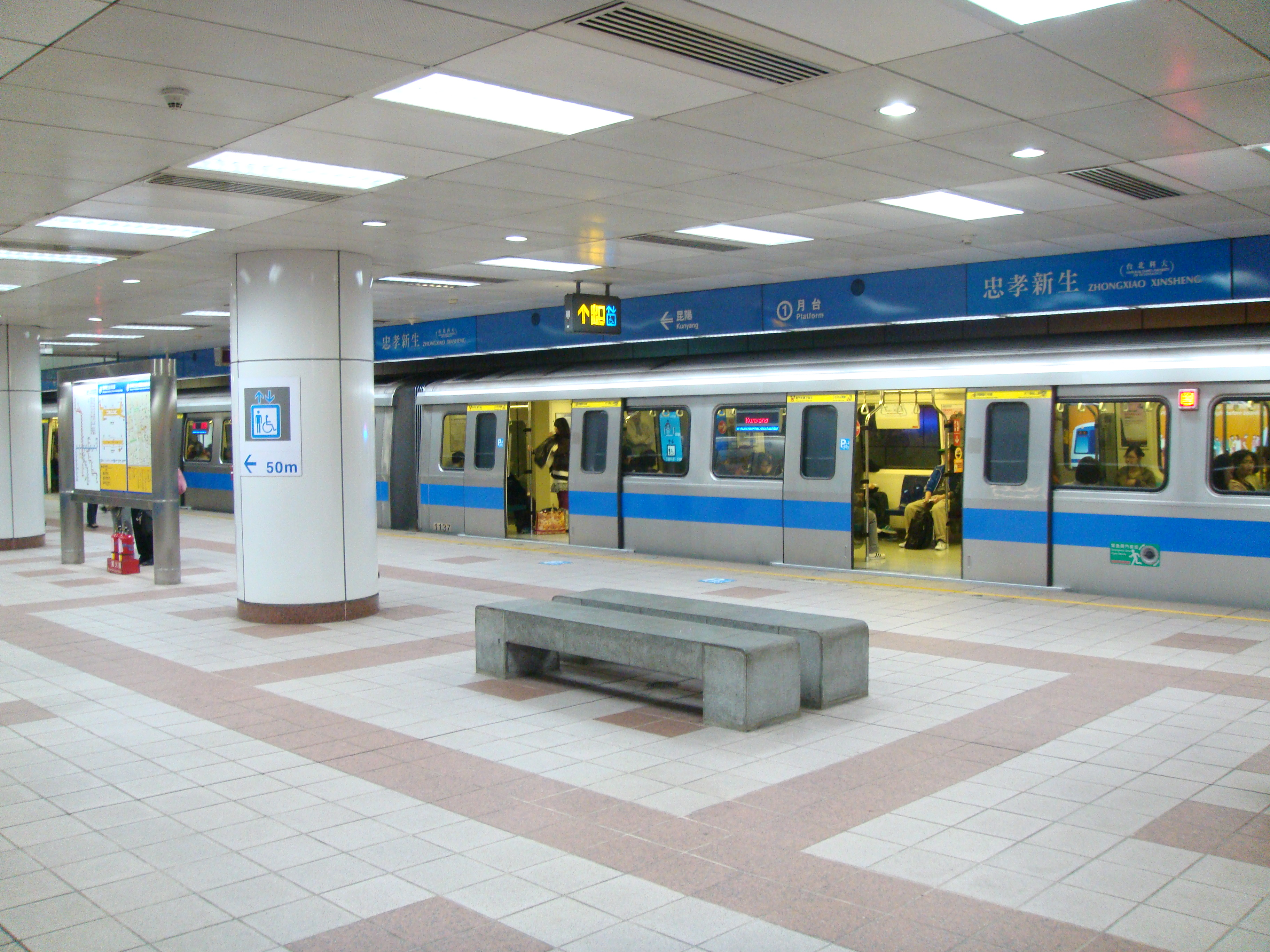
板南線一月台（往昆陽），當時蘆洲線、南港站及南港展覽館站尚未啟用
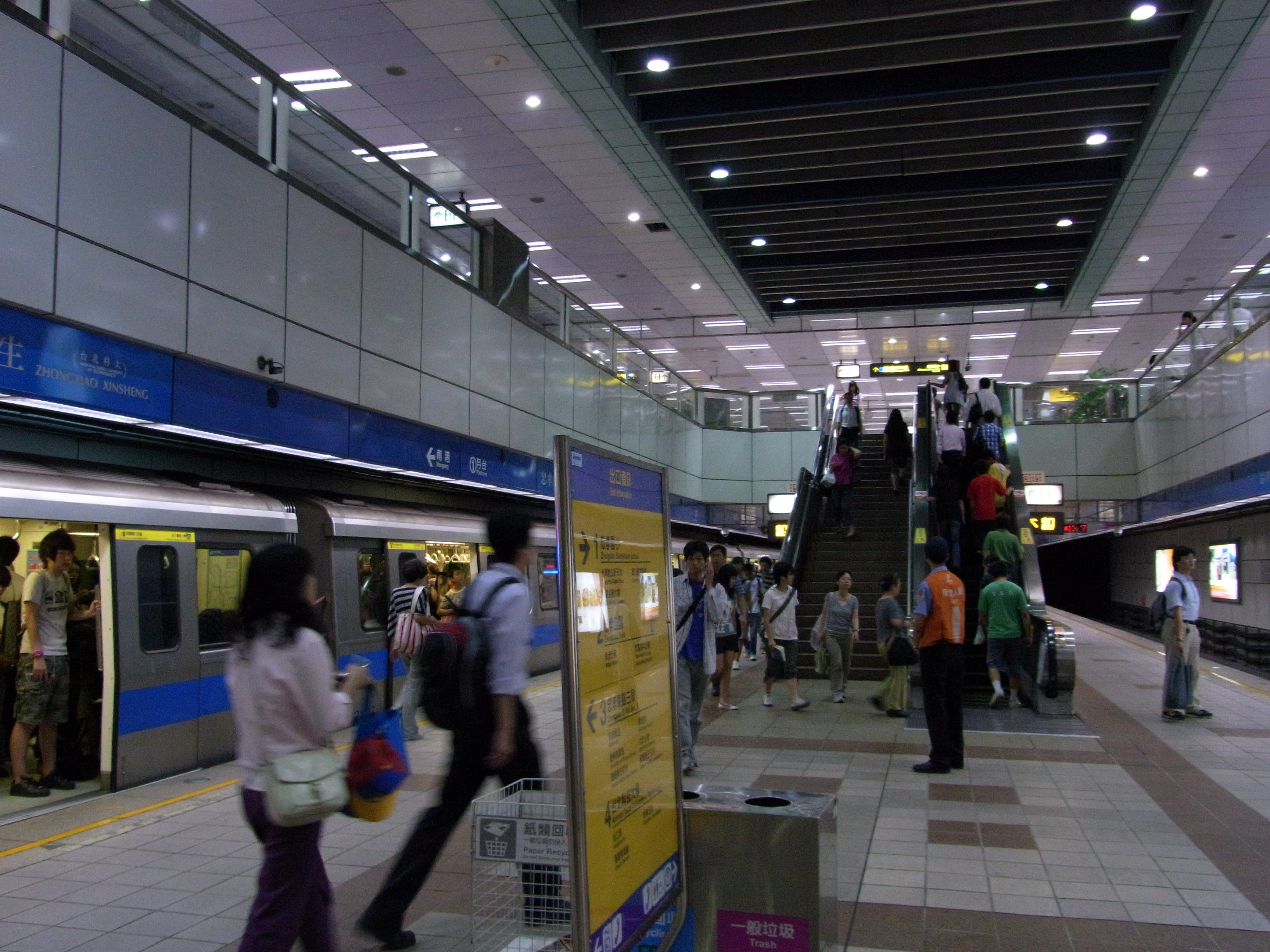
未裝設月台門時期的忠孝新生站（攝於2009年11月）
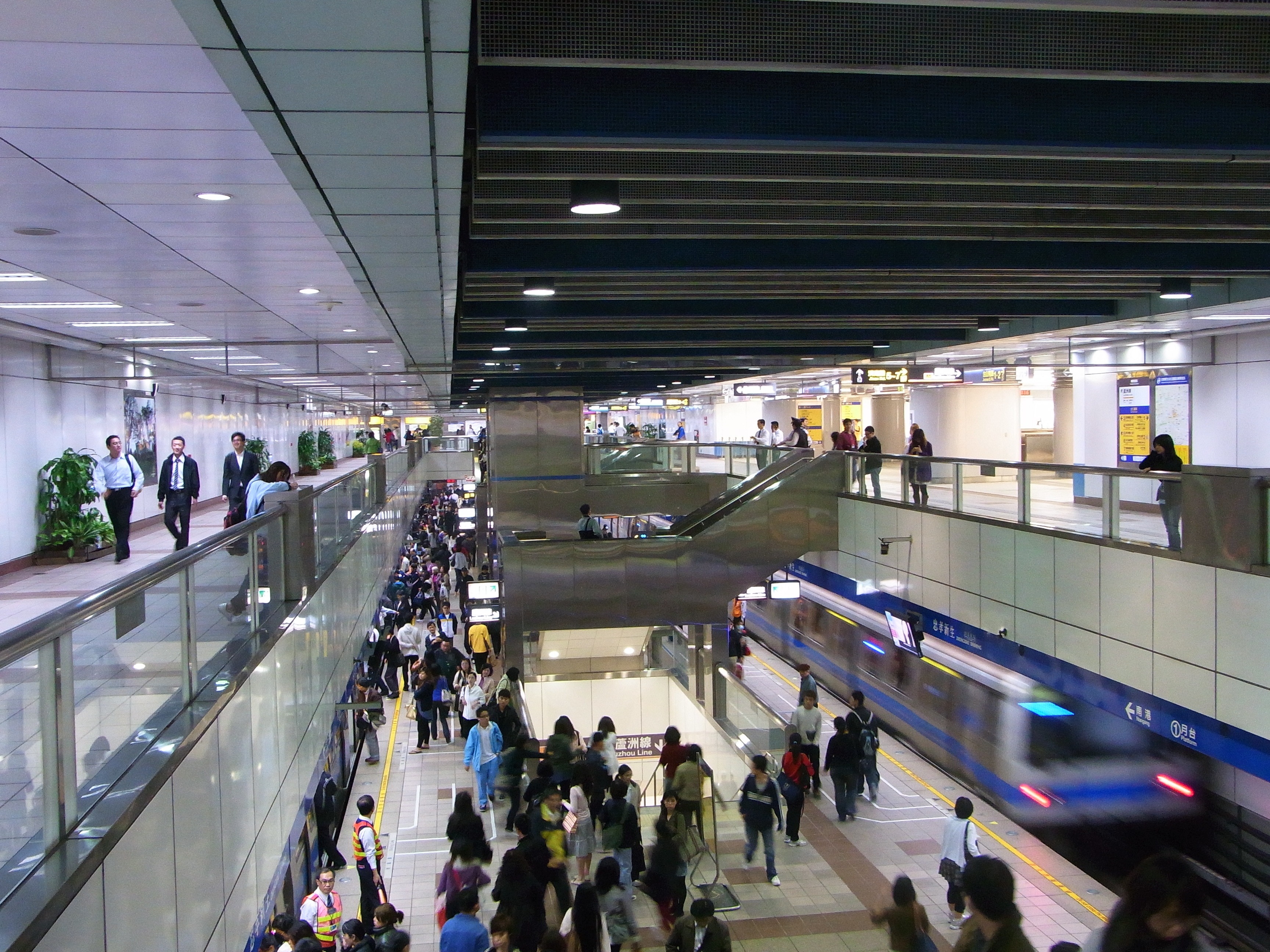
往南港展覽館站通車前（攝於2010年11月）
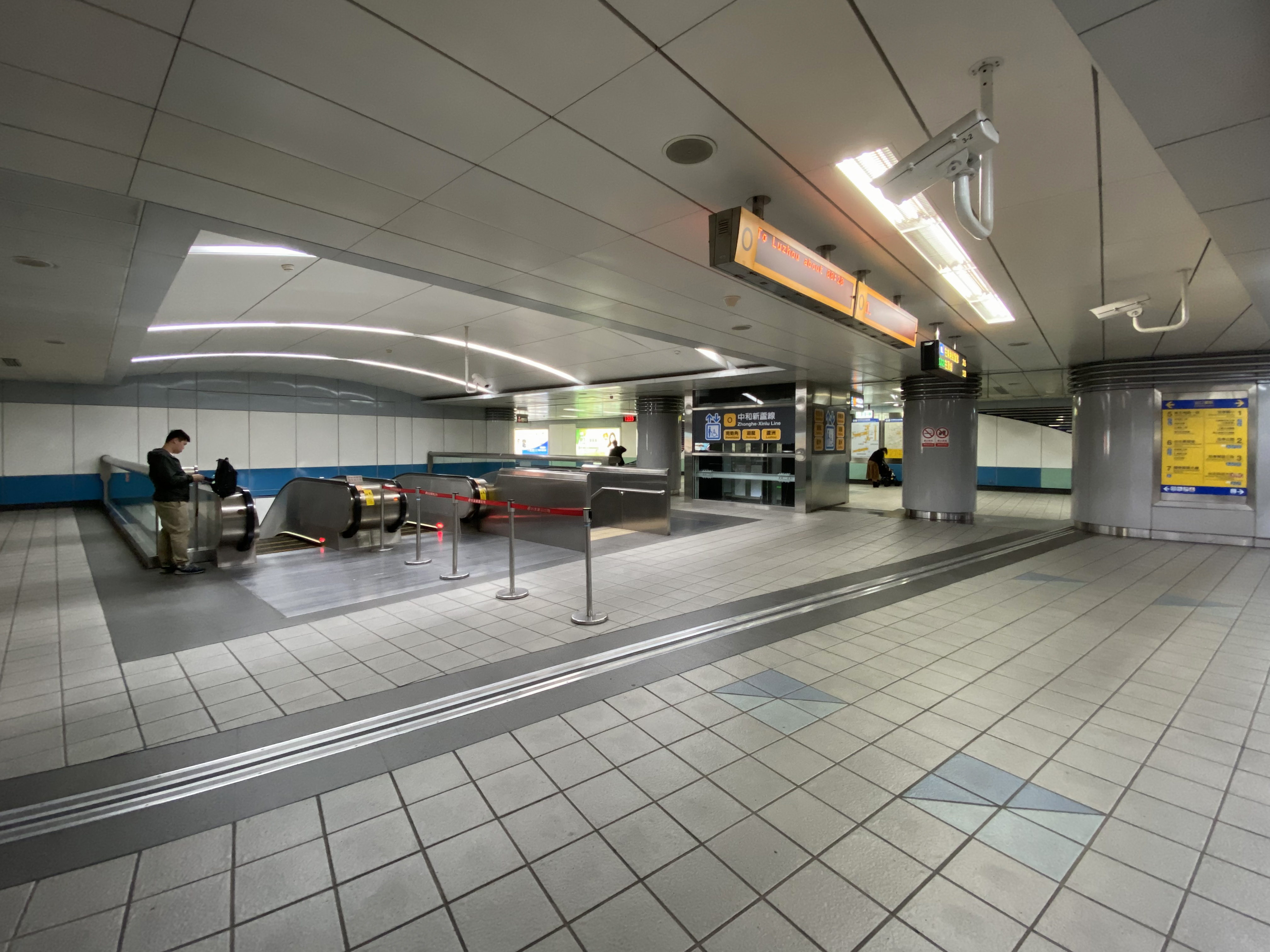
扶手電梯往中和新蘆線月台
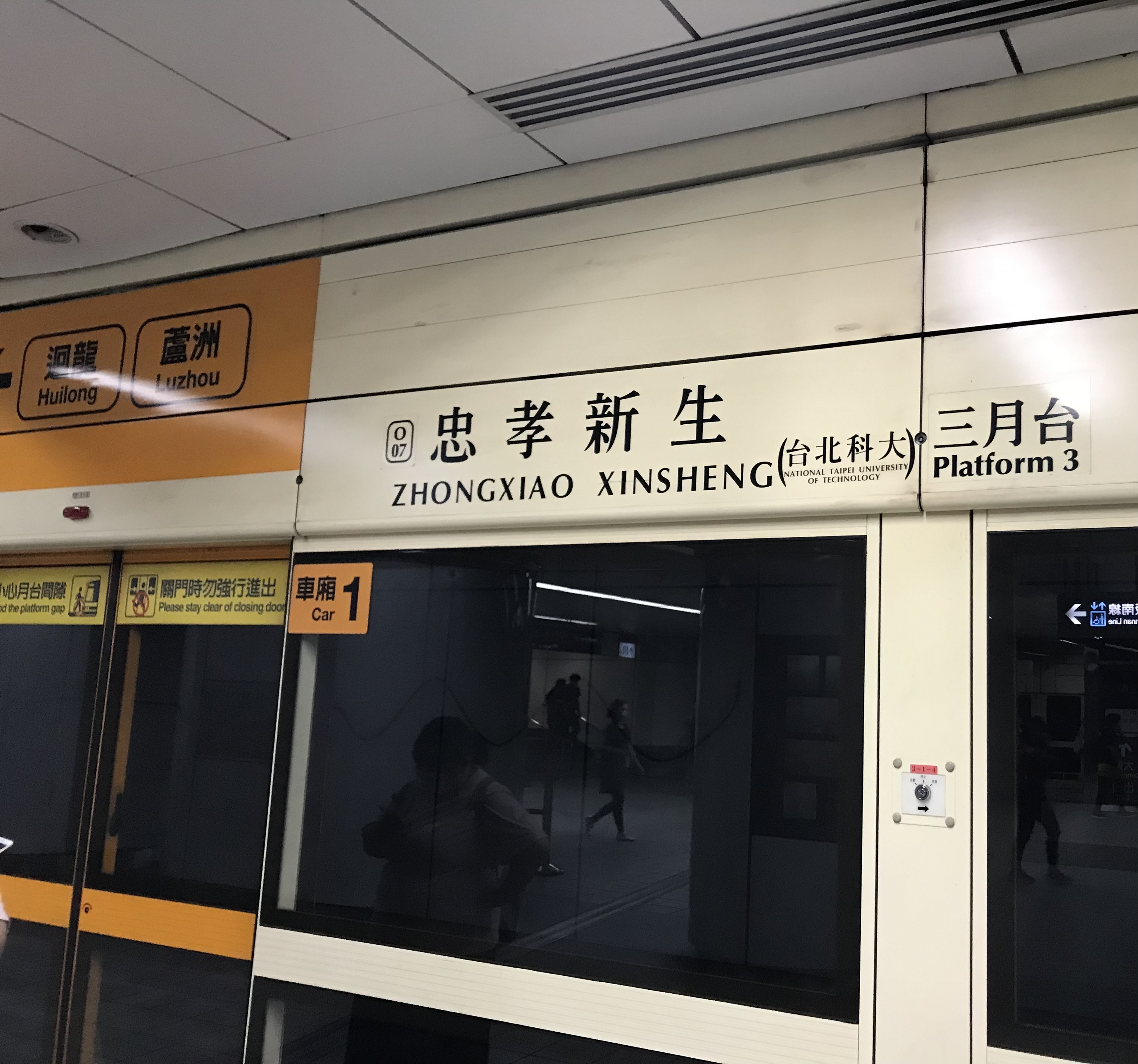
此站的副站名是「臺北科大」（攝於中和新蘆線三月台）
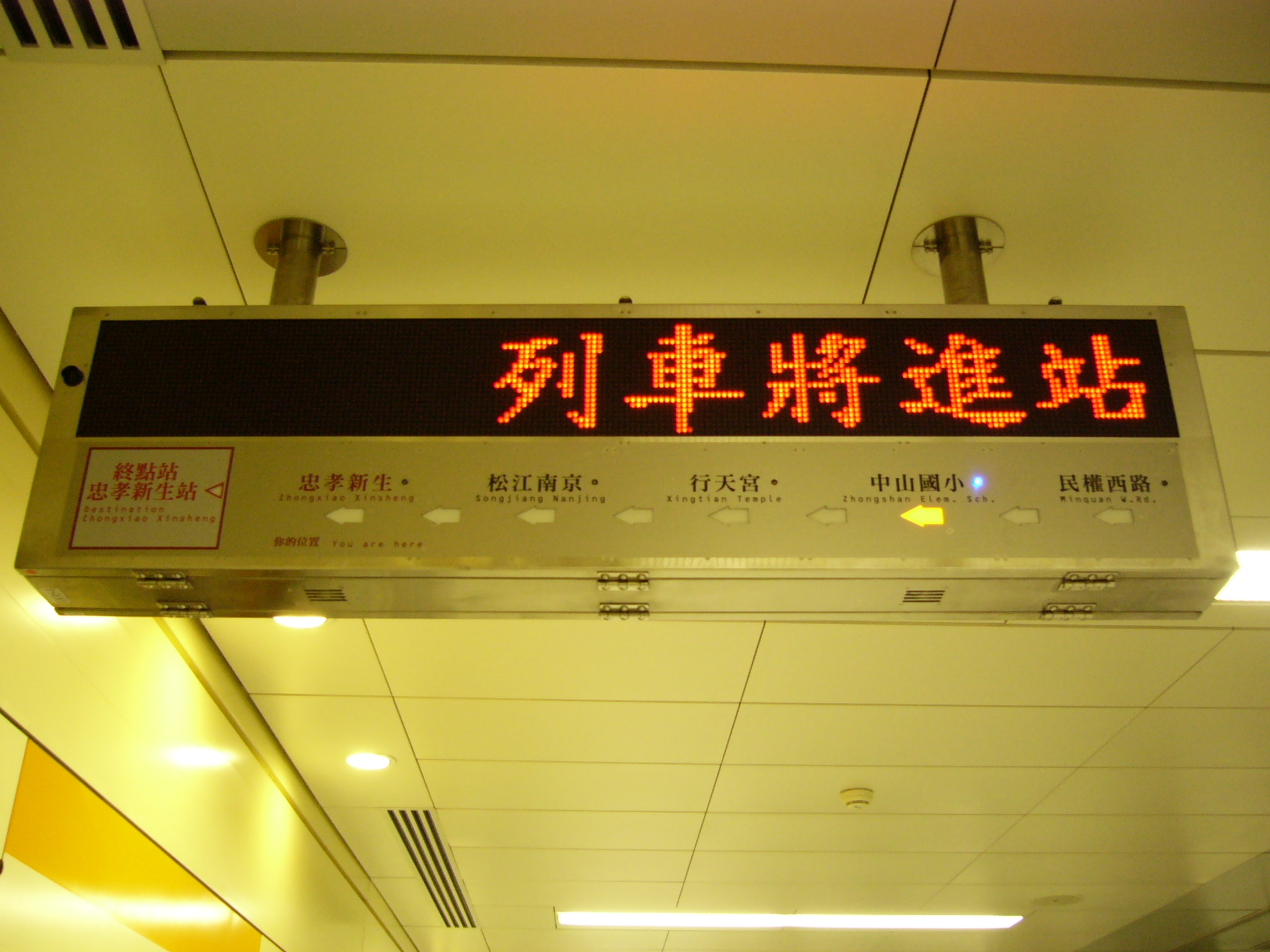
台北捷運忠孝新生站第四月台上方，LED列車資訊顯示器。

### 車站出口
出口1、2位於車站西端，出口3、4位於車站東端（忠孝東路方向），出口5、7位於車站南端（新生南路方向），無障礙電梯位於出口2、3、6；其中出口5與聯合開發大樓共構。南側出口與東西側出口並無設置「閘門管制區外」通道。
此外，因配合電扶梯改善工程，出口1已完工於2021年6月30日重新開放，出口4已完工於2020年9月25日重新開放，出口6已於2021年4月30日重新開放。
| 出入口                          | 圖片 | 位置                              |
| ------------------------------- | ---- | --------------------------------- |
| 出入口1 · 設有手扶梯            |      | 忠孝國小                          |
| 出入口2 · 設有電梯 · 設有手扶梯 |      | 忠孝公園（攝於新莊線通車前）      |
| 出入口3 · 設有電梯 · 設有手扶梯 |      | 忠孝東路三段                      |
| 出入口4 · 設有手扶梯            |      | 北科技大學                        |
| 出入口5 · 設有手扶梯            |      | 新生南路濟南路口 (與聯開大樓共構) |
| 出入口6 · 設有電梯 · 設有手扶梯 |      | 台北衛理堂                        |
| 出入口7                         |      | 證券期貨大樓                      |
| 註： 設有電梯 \| 設有手扶梯     |      |                                   |

## 歷史
- 1999年12月24日：南港線（地下2樓）忠孝新生站隨著南港線「市政府－西門」段以及板橋線「西門－龍山寺」段正式通車而啟用[4]（p. 328）。
- 2003年：配合台北市政府改採漢語拼音為主要譯名標準的新政策，站名的官方英譯由原本威妥瑪拼音的 Chunghsiao Hsinsheng Station 改為 Zhongxiao Xinsheng Station。[5]
- 2010年11月3日：新莊線（地下3樓）忠孝新生站隨著新莊線「大橋頭－忠孝新生」與蘆洲線「蘆洲－大橋頭」段正式通車而啟用[4]（p. 227）。
- 2012年1月5日：新莊線新北市段「輔大－大橋頭」正式通車，新增「輔大－忠孝新生」營運模式[4]（p. 227）。
- 2012年9月30日：新莊線市區段始由本站通車至古亭站與中和線銜接[4]（p. 227）。
- 2013年7月31日：本站南港線半高式月台門正式啟用（新莊線月台在興建之初即採用全高式月台門）。[6]
- 2017年11月25日：本站因應轉乘量大增，即日起不開放自行車進出轉乘。
- 2019年4月22日：本站「3號出口」及橘線月台通往大聽增設的無障礙電梯正式啟用。
- 2019年11月20日：本站「4號出口」為配合增設電扶梯工程於即日起暫時封閉。[7]
- 2020年5月15日：本站「6號出口」為配合增設電扶梯工程於即日起暫時封閉。[8]
- 2020年9月25日：本站重置後的「4號出口」重新開放。
- 2020年10月6日：本站「1號出口」為配合增設電扶梯工程於即日起暫時封閉。[9]
- 2021年4月30日：本站重置後的「6號出口」重新開放。
- 2021年6月30日：本站重置後的「1號出口」重新開放。

## 利用狀況
根據2024年12月資料，本站每日旅運量約為74,053，在台北捷運各站中排行第11名。
| 年   | 年間       | 年間       | 年間       | 年間   | 單日平均 | 單日平均 |
| 年   | 上車       | 下車       | 上下車計   | 來源   | 上車     | 上下車   |
| ---- | ---------- | ---------- | ---------- | ------ | -------- | -------- |
| 1999 | 47,236     | 43,032     | 90,268     | [ 10 ] | 5,905    | 11,284   |
| 2000 | 3,438,351  | 3,856,259  | 7,294,610  | [ 10 ] | 9,394    | 19,931   |
| 2001 | 3,980,611  | 4,636,378  | 8,616,989  | [ 10 ] | [ 註 2 ] | [ 註 2 ] |
| 2002 | 4,987,513  | 5,109,286  | 10,096,799 | [ 10 ] | 13,664   | 27,662   |
| 2003 | 4,780,834  | 5,003,122  | 9,783,956  | [ 10 ] | 13,098   | 26,805   |
| 2004 | 5,363,850  | 5,645,839  | 11,009,689 | [ 10 ] | 14,655   | 30,081   |
| 2005 | 5,348,970  | 5,668,673  | 11,017,643 | [ 10 ] | 14,655   | 30,185   |
| 2006 | 5,481,886  | 5,806,555  | 11,288,441 | [ 10 ] | 15,019   | 30,927   |
| 2007 | 6,013,703  | 6,374,109  | 12,387,812 | [ 10 ] | 16,476   | 33,939   |
| 2008 | 6,753,823  | 7,116,338  | 13,870,161 | [ 10 ] | 18,453   | 37,897   |
| 2009 | 6,988,012  | 7,353,411  | 14,341,423 | [ 10 ] | 19,145   | 39,292   |
| 2010 | 7,603,126  | 7,921,713  | 15,524,839 | [ 10 ] | 20,830   | 42,534   |
| 2011 | 8,511,263  | 8,514,219  | 17,025,482 | [ 10 ] | 23,319   | 46,645   |
| 2012 | 9,774,425  | 9,650,772  | 19,425,197 | [ 10 ] | 26,706   | 53,074   |
| 2013 | 10,669,511 | 10,382,851 | 21,052,362 | [ 10 ] | 29,232   | 57,678   |
| 2014 | 10,900,756 | 10,609,185 | 21,509,941 | [ 10 ] | 29,865   | 58,931   |
| 2015 | 11,187,934 | 10,932,739 | 22,120,673 | [ 10 ] | 30,652   | 60,605   |
| 2016 | 12,097,708 | 11,927,855 | 24,025,563 | [ 10 ] | 33,054   | 65,644   |
| 2017 | 11,595,880 | 11,400,682 | 22,996,562 | [ 10 ] | 31,770   | 63,004   |
| 2018 | 11,922,423 | 11,745,425 | 23,667,848 | [ 10 ] | 32,664   | 64,843   |
| 2019 | 12,478,453 | 12,301,991 | 24,780,444 | [ 10 ] | 34,188   | 67,892   |

## 車站周邊
| | |
| - 國立台北科技大學 - 光華數位新天地 - 三創數位生活園區 - 光華商圈（八德資訊商圈） - 金融監督管理委員會證券期貨局 - 兆豐金融控股公司總部 - 寶島聯播網（寶島新聲廣播電台） - 幸安市場 - 建國啤酒廠 - 台北正義郵局 (位於本站與忠孝復興站間) | - 忠孝公園 - 工研酢 - 臺北市立圖書館城中分館 - 忠孝國小 - 中山女中 - 臺北市公共自行車租賃系統 - 捷運忠孝新生站(1號出口) - 捷運忠孝新生站(2號出口) - 捷運忠孝新生站(3號出口) - 捷運忠孝新生站(4號出口) - 捷運忠孝新生站(5號出口) - 捷運忠孝新生站(6號出口) - 三星維修服務中心 - 華山文旅 |

## 公車資訊
新生南路上設有公車專用道與月台，與忠孝東路皆有多條公車路線行經，可轉乘前往蘆洲、公館、內湖、民生社區、松山車站、南港、汐止、新店、士林、天母、三重等地；也有前往基隆、金山與桃園機場的國道（高速公路）客運路線。

## 公共藝術
本站體北方為光華陸橋遺址，因橋體年久失修，而在2006年初被拆除。拆除時以水刀切下的大理石牌其中一塊，嵌入本站牆面，並以仿真印刷電路裝飾，創造晶片嵌入整體科技感。

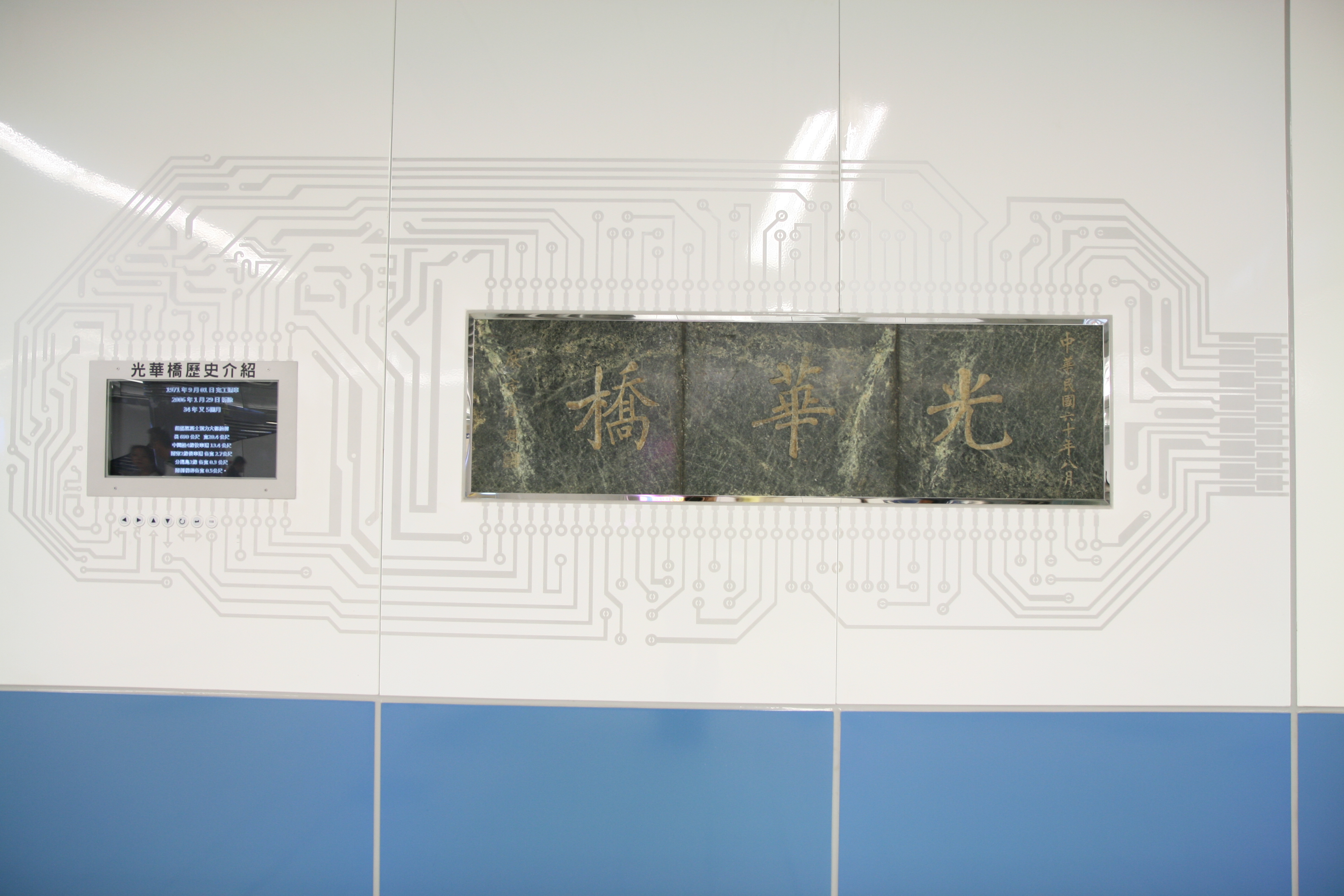
（左側畫面）歷史紀錄影片放映中
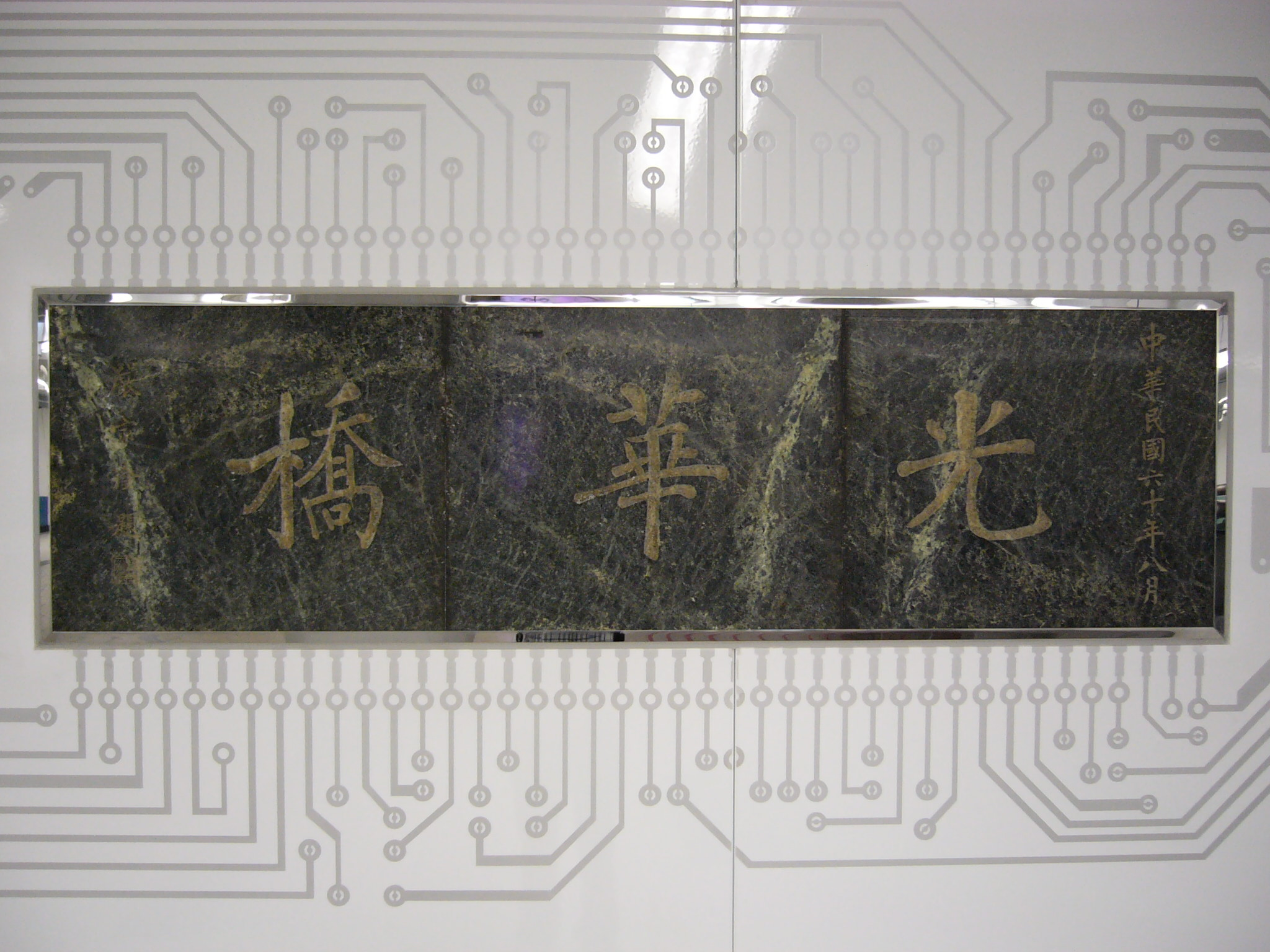
光華橋石牌，融合印刷電路設計

## 腳註

### 來源資料
1. 1 2  陳昭堯、鍾敦沛、王清湑、呂千慈、吳雅惠、陳志豪、吳宜萱、陳譽仁、張舜淵、楊幼文、王劭暐、呂怡青.  (PDF). 交通部運輸研究所 . 2022-03  [2025-04-02]. （原始内容 (PDF)存档于2025-04-02）.
2. ↑   (新闻稿). 台北捷運. 2016-04-11  [2016-04-11]. （原始内容存档于2016-04-11） （中文（臺灣））.
3. 1 2  . 臺北大眾捷運股份有限公司. 2021-01-15.
4. 1 2 3 4 5  徐榮崇. . 臺北市文獻委員會. 2015年12月  [2020-01-04]. ISBN 9789860469875. （原始内容存档于2020-12-07）.
5. ↑  . 蘋果日報. 2003-11-24  [2020-12-27]. （原始内容存档于2021-01-12） （中文（臺灣））.
6. ↑  防跳軌 北捷15站設月台門.聯合新聞網.2010-09-26 的存檔，存档日期2010-09-29.
7. ↑  配合捷運局部分車站出入口工程陸續施工 單一出入口配合工程封閉 造成不便敬請見諒（页面存档备份，存于）臺北大眾捷運股份有限公司.2019-11-15
8. ↑  配合臺北市政府捷運工程局進行電扶梯改善工程 部分車站出口將於5月中封閉施工（页面存档备份，存于）臺北大眾捷運股份有限公司.2020-05-14
9. ↑  增設電扶梯改善工程 忠孝新生站1號出口10月6日起封閉施工（页面存档备份，存于）臺北大眾捷運股份有限公司.2020-10-05
10. ↑  臺北捷運公司. . 2019-02-26  [2019-08-10]. （原始内容存档于2020-11-28）. 臺北市統計資料庫查詢系統

- 臺北市商業處-商圈介紹-大光華(商圈) （页面存档备份，存于）

## 外部連結
- 臺北大眾捷運股份有限公司 （页面存档备份，存于）
- 臺北市政府捷運工程局 （页面存档备份，存于）
- 忠孝新生站位置圖（台北捷運公司） （页面存档备份，存于）
- 忠孝新生站車站剖面相關位置圖（台北捷運公司） （页面存档备份，存于）
- 販賣店現況 - 板南線 （页面存档备份，存于）
- 販賣店現況 - 中和新蘆線 （页面存档备份，存于）